# Грб Либана
Грб Либана је званични хералдички симбол Либанске Републике.
Грб је у пан-арапским бојама, а оне се овако тумаче: 
- На црвеном штиту је бела коса трака на којој се налази Кедрово дрво. Црвене пруге симболизују проливену крв за слободу земље, а бела боја мир и снег на планинама Либана. Зелени кедар (Cedrus libani) симболизује бесмртност и постојаност.

Грб је веома сличан застави Либана.